# كرنفال سانتا كروث دي تنريفه

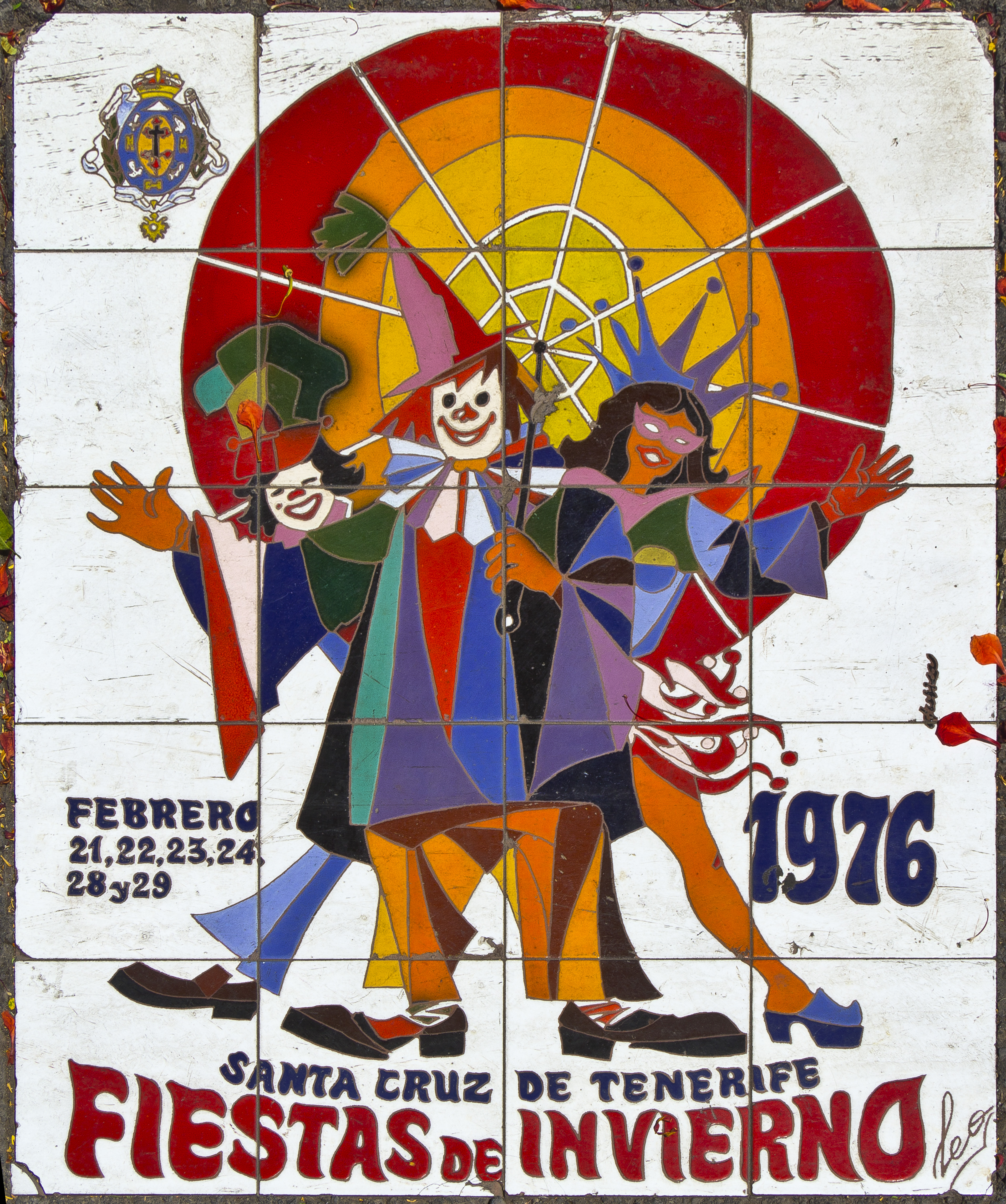
الكرنفال من سانتا كروز دي تينيريف

يٌقام كرنفال سانتا كروث دي تنريفه كل عام في شهري فبراير ومارس من العام وهي واحدة من احتفالات الكرنفال الشهيرة في العالم، في الواقع فهو يعتبر ثاني أكبر كرنفال في العالم بعد كرنفال ريو دي جانيرو في البرازيل. في هذا المهرجان يسلط الضوء على حفل انتخاب ملكة للكرنفال فضلًا عن المواكب التي تمر في المدينة.

## وصلات خارجية
- الموقع الرسمي